# ريبربان

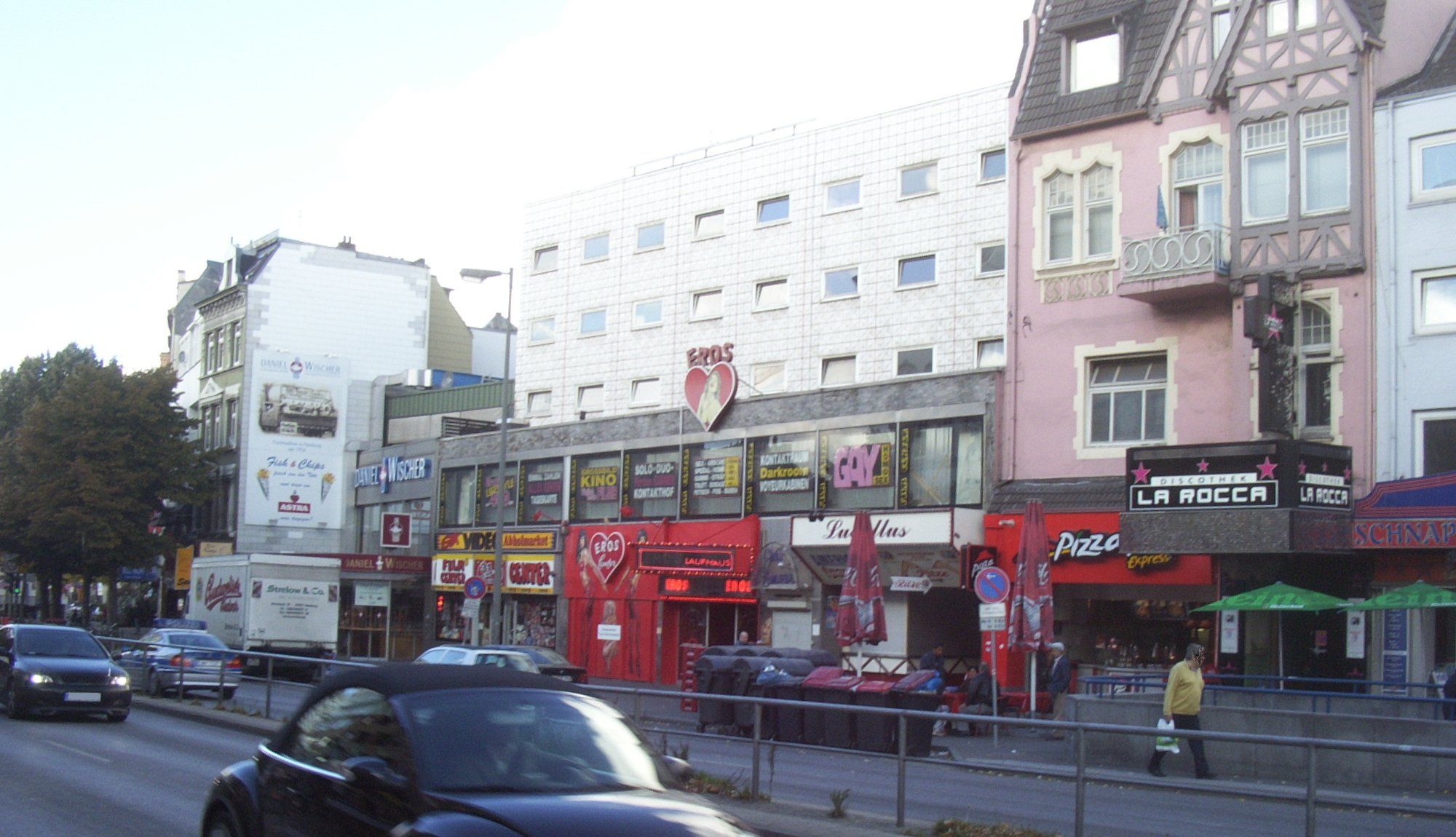
شارع الريبربان

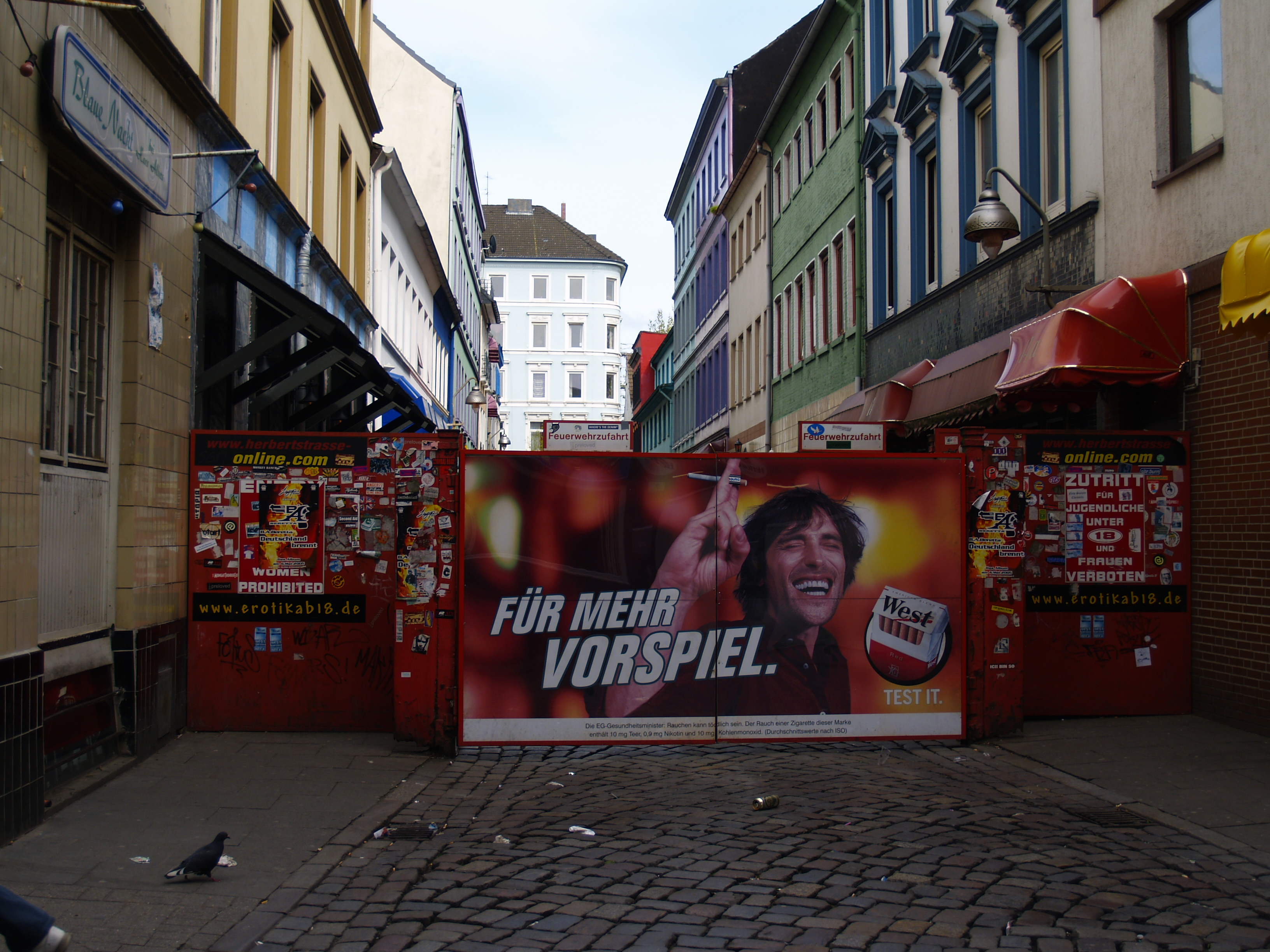
شارع هيربيرت، تظهر الحواجز الموضوعة على مدخله مع تحذيرات بعدم دخول الأطفال والسيدات له

الريبربان  (بالألمانية: Reeperbahn) هو شارع ترفيه معروف في حي القديس بولص (سانت باولي) في هامبورغ. يبلغ طول الشارع 930 متر، يبدأ في نوبستور (Nobistor) وينتهي في ميلرنتور (Millerntor). يعد أحد معالم هامبورغ، يقصده السياح من جميع أنحاء ألمانيا وأوروبا.
تكثر النوادي الليلية والمسارح والحانات والمراقص ودور القمار وبيوت الهوى القانونية على طرفي الشارع.
يعد طريق غروسه فرايهايت أو الحرية الكبرى (Große Freiheit) أحد أهم تفرعاته.